# Schüttdichte

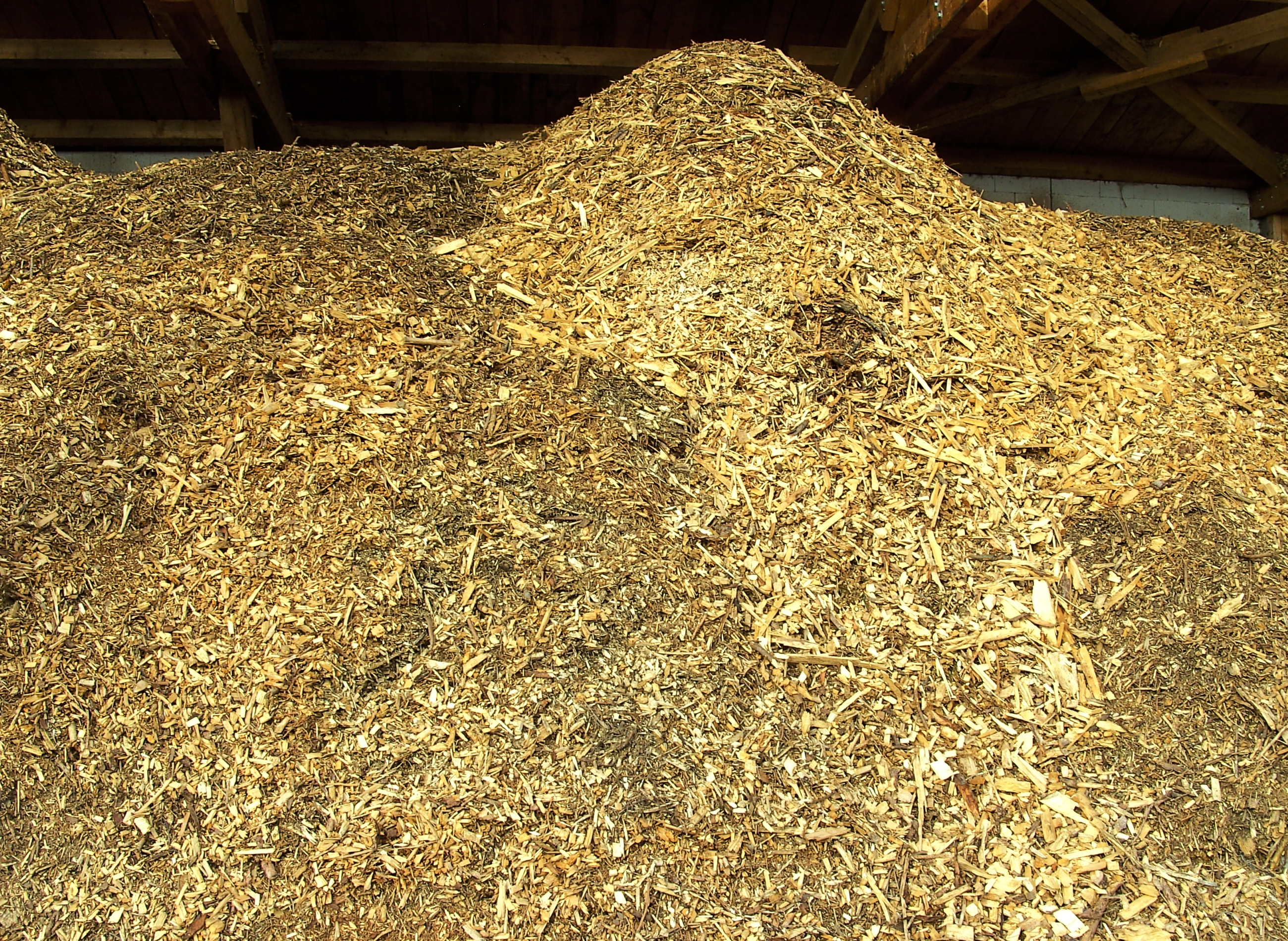
Die Schüttdichte von Holzhackschnitzeln ist geringer als die Dichte von Holz, da die Hohlräume zwischen den Hackschnitzeln das Volumen vergrößern.

Als Schüttdichte ρSch (englisch bulk density oder auch poured  density), umgangssprachlich auch „Schüttgewicht“, bezeichnet man die Dichte, d. h. die Masse pro Volumen, eines Gemenges aus einem körnigen Feststoff („Schüttgut“) und einem kontinuierlichen Fluid, welches die Hohlräume zwischen den Partikeln ausfüllt. Das Fluid kann auch Luft sein. Die einzelnen Komponenten dürfen sich nicht ineinander lösen. Das Volumen umfasst dabei das Eigenvolumens der Partikel, das Hohlraumvolumen zwischen den Partikeln und das innere Porenvolumen der Partikel.
Die Schüttdichte ist ähnlich, aber nicht identisch mit dem spezifischen Gewicht, das die Gewichtskraft pro Volumen angibt.
Von der Schüttdichte unterscheidet man Stampfdichte (englisch tapped density) und Rohdichte (englisch ebenfalls bulk density).

## Definition
Definiert ist die Schüttdichte {\displaystyle \rho _{\mathrm {Sch} }} analog zur Dichte von Gasen, Flüssigkeiten und Feststoffen als das Verhältnis der Masse {\displaystyle m} der Schüttung zum eingenommenen Schüttvolumen {\displaystyle V_{\mathrm {Sch} }}:
{\displaystyle \rho _{\mathrm {Sch} }={\frac {m}{V_{\mathrm {Sch} }}}}
Die abgeleitete SI-Einheit der Schüttdichte ist Kilogramm pro Kubikmeter:
{\displaystyle \left[\rho _{\mathrm {Sch} }\right]=\mathrm {\frac {kg}{m^{3}}} }
Für ein aus {\displaystyle n} Komponenten bestehendes Gemisch berechnet sich {\displaystyle \rho _{\mathrm {Sch} }} mit:
{\displaystyle \rho _{\mathrm {Sch} }={\frac {m_{1}+m_{2}+\ldots +m_{n}}{V_{1}+V_{2}+\ldots +V_{n}}}}
Im Fall der Mischung eines Feststoffs ({\displaystyle m_{\mathrm {s} },V_{\mathrm {s} },\rho _{\mathrm {s} }}) mit einem Gas ({\displaystyle m_{\mathrm {g} },V_{\mathrm {g} },\rho _{\mathrm {g} }}) lässt sich die Schüttdichte auch unter der Einbeziehung der Porosität {\displaystyle \varepsilon } bestimmen:
{\displaystyle \varepsilon ={\frac {V_{\mathrm {g} }}{V_{\mathrm {s} }+V_{\mathrm {g} }}}}
{\displaystyle \Rightarrow \rho _{\mathrm {Sch} }={\frac {m_{\mathrm {ges} }}{V_{\mathrm {ges} }}}={\frac {m_{\mathrm {s} }+m_{\mathrm {g} }}{V_{\mathrm {s} }+V_{\mathrm {g} }}}=(1-\varepsilon )\cdot \rho _{\mathrm {s} }+\varepsilon \cdot \rho _{\mathrm {g} }}
Wenn die Porosität {\displaystyle \varepsilon } kleiner als 0,98 ist und das Gas bei mäßigen Drücken vorliegt ({\displaystyle \rho _{\mathrm {g} }\ll \rho _{\mathrm {s} }}), kann der Summand {\displaystyle \varepsilon \cdot \rho _{\mathrm {g} }} vernachlässigt werden:
{\displaystyle \varepsilon \cdot \rho _{\mathrm {g} }\ll (1-\varepsilon )\cdot \rho _{\mathrm {s} }\quad \Leftrightarrow \quad m_{\mathrm {s} }\gg m_{\mathrm {g} }}
{\displaystyle \Rightarrow \rho _{\mathrm {Sch} }\approx (1-\varepsilon )\cdot \rho _{\mathrm {s} }={\frac {m_{\mathrm {s} }}{V_{\mathrm {s} }+V_{\mathrm {g} }}}}

## Korndichte
In DIN EN ISO 17892-3 (vormals DIN 18124) ist die Korndichte {\displaystyle \rho _{s}} als ein bodenmechanischer Kennwert definiert. Sie wird bestimmt, indem die Substanz bei 105 °C getrocknet, gewogen und dann das Verdrängungsvolumen {\displaystyle V_{k}} in einer Messflüssigkeit gemessen wird; dabei muss die Substanz in der Messflüssigkeit unlöslich sein. Die Korndichte ist – wie oben gezeigt – das Verhältnis von Trockenmasse {\displaystyle m_{d}} zum Verdrängungsvolumen:
{\displaystyle \rho _{s}={\frac {m_{d}}{V_{k}}}}
und wird wie die Reindichte in kg/m³ angegeben. Als Prüfgerät wird z. B. ein Kapillarpyknometer verwendet.

## Hektolitermasse
| Typ             | Getreide     | Hektolitermasse |
| --------------- | ------------ | --------------- |
| Schwergetreide  | Brotweizen   | 72–82 kg/hl     |
| Schwergetreide  | Roggen       | 70–75 kg/hl     |
| Schwergetreide  | Futterweizen | 65–71 kg/hl     |
| Leichtgetreide  | Gerste       | 60–65 kg/hl     |
| Leichtgetreide  | Hafer        | 45–50 kg/hl     |
| Getreideprodukt | Weizenmehl   | 50–55 kg/hl     |
| Getreideprodukt | Roggenschrot | ca. 50 kg/hl    |

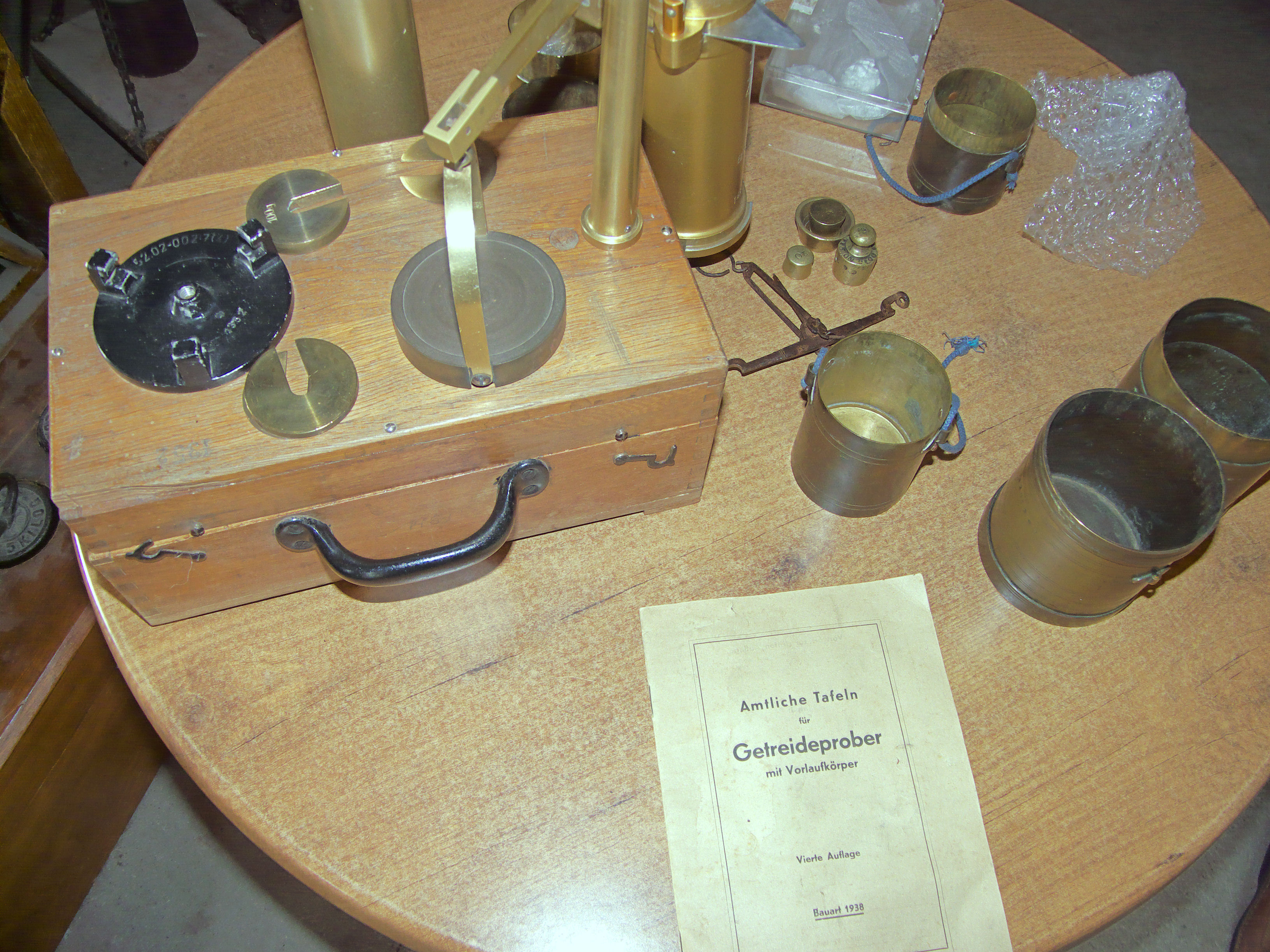
Getreideprober

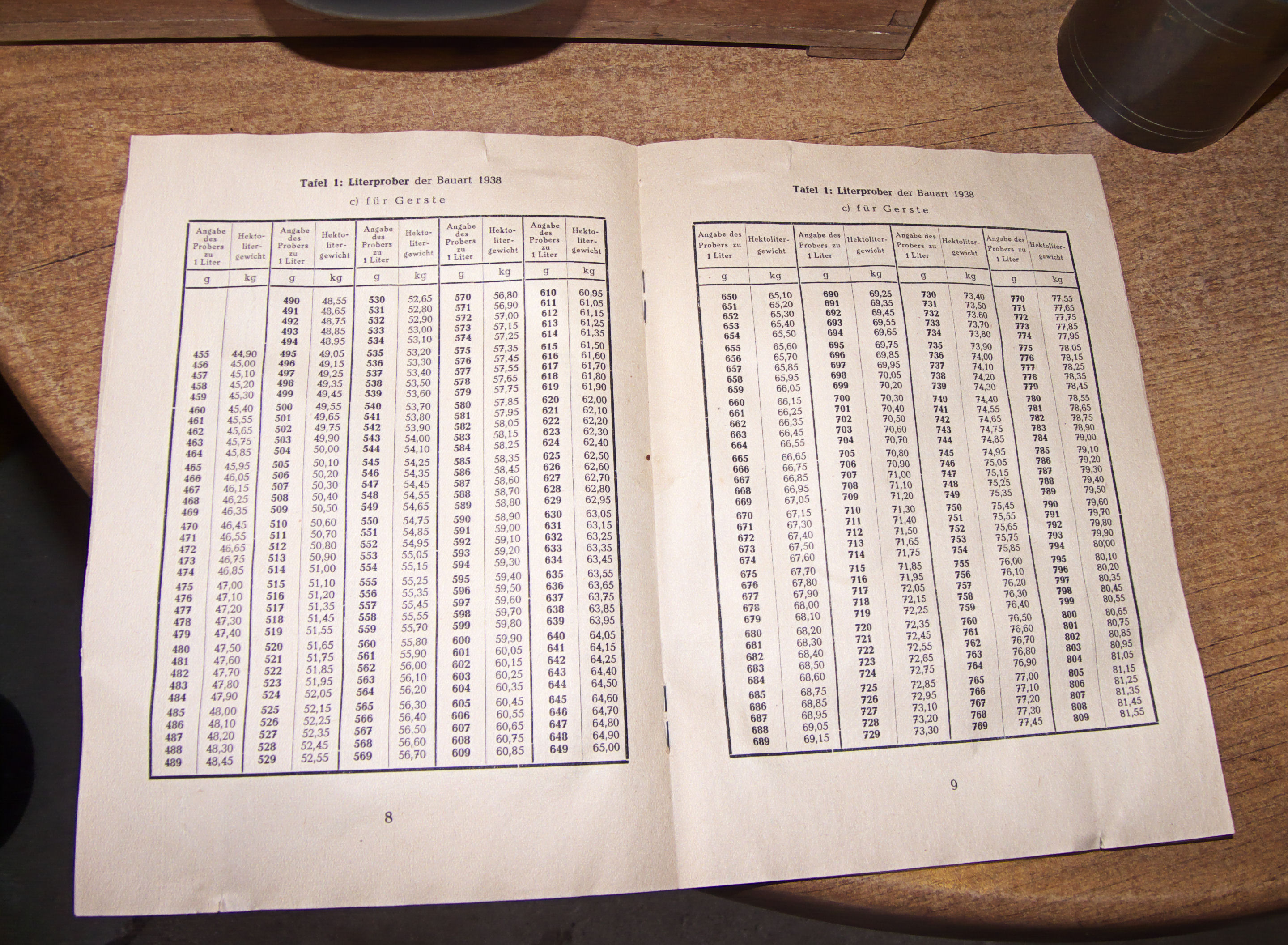
Tafeln für Gerste

In Lagerhäusern und Mühlen für Getreide  sowie in allen lebensmittelverarbeitenden Betrieben, in denen Getreide, Getreideprodukte oder mehlförmige Produkte verarbeitet werden, verwendet man anstelle der Schüttdichte meistens die Begriffe Hektolitermasse (früher Hektolitergewicht) oder Naturalgewicht (physikalisch korrekt wäre Naturalmasse), jeweils in der Maßeinheit kg/hl.
Die Hektolitermasse von Getreide wird mit Getreideprobern ermittelt, die ein Volumen von ¼ l, 1 l oder 20 l haben. Diese werden gefüllt und die Masse mithilfe einer Waage ermittelt.
Die Werte der 20-l-Prober gelten als Referenz, sie müssen nur noch mit dem Faktor 5 auf 1 hl = 100 l hochgerechnet werden:
{\displaystyle {\frac {m}{20\;{\text{l}}}}={\frac {5\,m}{100\;{\text{l}}}}={\frac {5\,m}{\text{hl}}}\left(={\frac {50\,m}{\mathrm {m^{3}} }}\right)}
Wird die Schüttdichte jedoch mit einem 1/4-l- oder mit einem 1-l-Prober ermittelt, so müssen die Werte anschließend mit „amtlichen Tafeln“ korrigiert werden, da die Schüttdichte auch vom Volumen des Probers abhängt (!):
{\displaystyle \mathrm {\rho _{hl}} =f(V)\neq {\text{konst.}}}
{\displaystyle \Rightarrow {\frac {m}{1\;{\text{l}}}}\neq {\frac {100\,m}{100\;{\text{l}}}}={\frac {100\,m}{\text{hl}}}}
Die Hektolitermasse wird ermittelt, um den Bedarf an Lagerraum im Silo zu kennen, wenn z. B. Getreideposten eingelagert werden sollen. Eine Aussage über die Getreidequalität anhand der Hektolitermasse lässt sich nicht zuverlässig treffen, da die Hektolitermasse von vielen verschiedenen Faktoren abhängt (Kornform, Feuchtigkeit, Verschmutzung usw.). Von der Tendenz her verspricht eine höhere Hektolitermasse eine bessere Qualität.
Da es sich bei Getreide um ein Naturprodukt handelt, können die Werte je nach Erntebedingungen stärker schwanken als oben angegeben.